# 西藏山茉莉
西藏山茉莉（学名：Huodendron tibeticum）为安息香科山茉莉属下的一个种。其种加词“tibeticum”意为“西藏的”。